# Martin Baresch

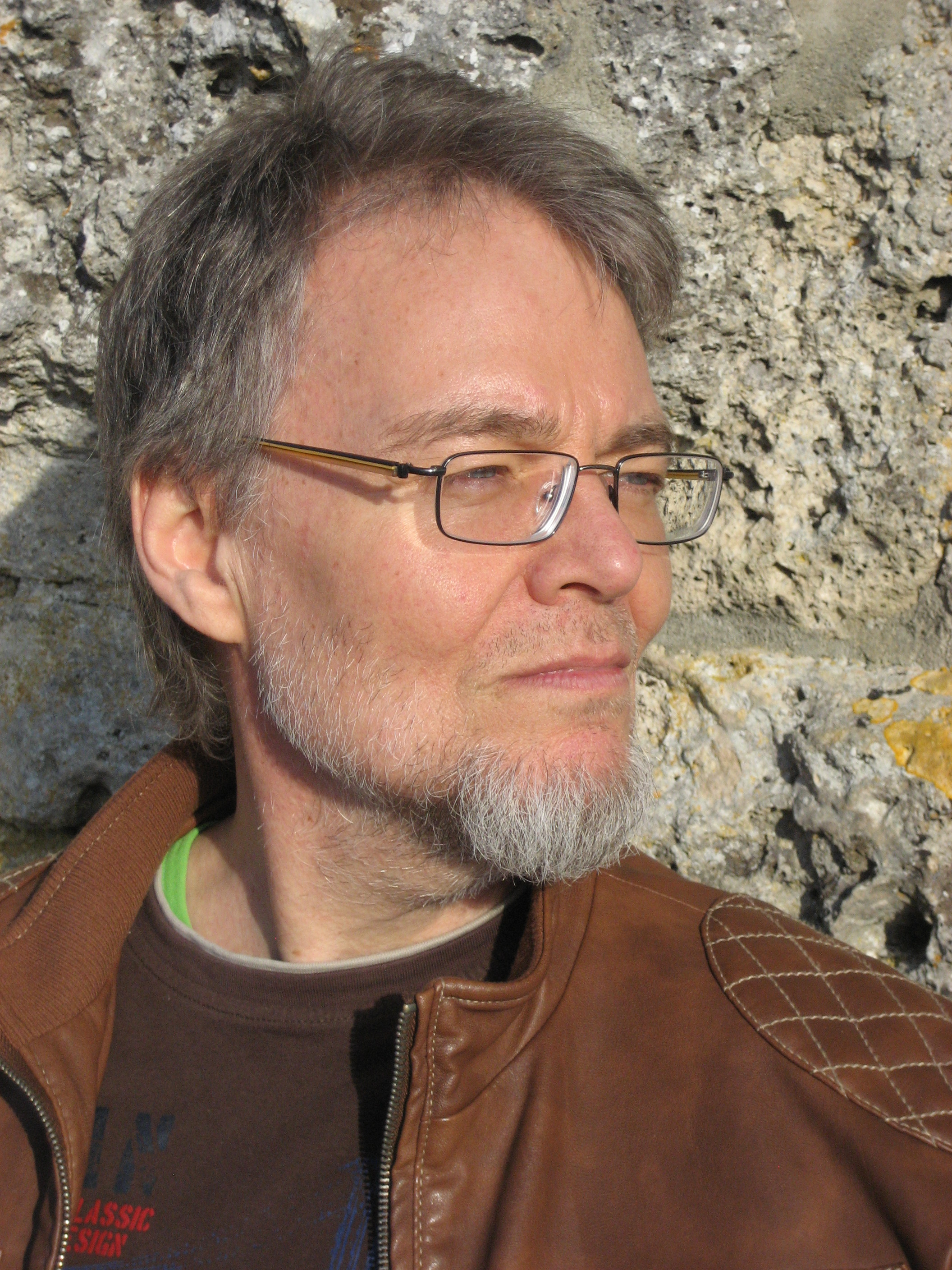
Martin Baresch, 2015

Martin Baresch (* 14. September 1954 in Eislingen/Fils) ist ein deutscher Schriftsteller und Übersetzer, dessen Buchtitel insbesondere den Genres Phantastik, Thriller, Science-Fiction und Horror für Erwachsene und Jugendliche zuzuordnen sind.
Im März 1995 nahm der Autor den Nachnamen Baresch an. Zuvor trug er seinen Geburtsnamen Martin Eisele, unter dem bis dahin auch seine Bücher und Übersetzungen erschienen.

## Biografie
Martin Baresch war schon in früher Kindheit von Geschichten fasziniert. Sein Vater, Hermann Eisele († 2013), der im Hauptberuf als Tiefdrucker arbeitete, nutzte seine künstlerischen Talente für Zusatzverdienste, um der fünfköpfigen Familie das Auskommen zu sichern. Er war ein Multiinstrumentalist, der Bass, Schlagzeug und Saxofon spielte und seit den 50er bis in die 80er Jahre in Jazz-Clubs, auf Tanzveranstaltungen und auf Hochzeiten aufspielte. Zudem war er ein auf landesweiten Fotoschauen mehrfach ausgezeichneter Fotograf. Auf langen Foto-Exkursionen erzählten sich er und sein (kleiner) Sohn Martin wilde Abenteuergeschichten. Abends erzählte Martin diese Geschichten dann seiner Mutter, bereits in einer neuen, im Kopf überarbeiteten Fassung.
Schon als Kind las Martin Eisele viel und sehr Unterschiedliches. Sowohl Comics als auch Autoren wie Astrid Lindgren, Karl May, Arthur Conan Doyle, Charles Dickens, H. P. Lovecraft, Georges Simenon und B. Traven faszinierten ihn schon früh, ebenso Mark Twains Figuren Tom Sawyer und Huckleberry Finn. Ausdauernd brachte er in dieser Zeit bereits auch die eigenen Geschichten zu Papier, handgeschrieben zunächst. Dem nach der Lektüre von Huckleberry Finn geäußerten Berufswunsch begegneten die Eltern skeptisch. Trotzdem und obwohl das Geld in der Familienkasse stets knapp bemessen war, bekam Baresch im Alter von zehn Jahren eine mechanische Reiseschreibmaschine und einen Schreibmaschinen-Fernlehrgang geschenkt. Dies bezeichnet er selbst als Schlüsselerlebnis und dass er damit ein Gefühl der Freiheit empfand. Das wertvolle Geschenk motivierte ihn in vielerlei Hinsicht.
Als weitere prägende Aspekte seiner Kindheit führt Martin Baresch an, dass er ein wildes Kind gewesen sei, das später mit Freunden unterschiedlichster Nationalitäten die Umgebung „unsicher gemacht“ habe. Auch sei er schon als Kind ein „Kino-Freak“ gewesen.
Die Berufsausbildung im Bankenbereich absolvierte Baresch den Eltern zuliebe. Die Tätigkeit als Prüfungsassistent im Bereich Bankenrevision jedoch stieß ihn so ab, dass er parallel dazu erst recht wie besessen schrieb und schließlich einen Romantic Thriller, den er als 17-Jähriger bereits vollendet hatte, an den Kelter Verlag verkaufen konnte. Dies war der Startschuss für eine immense Heftromanproduktion. Bald schrieb Martin Baresch unter eigenen Pseudonymen nicht mehr nur für Kelter, sondern auch für den Bastei-Verlag, für letzteren bald als Headwriter der Grusel-Serie Damona King. Für verschiedene andere Verlage lieferte er zudem Romane unterschiedlichster Genres unter zahlreichen Pseudonymen, teilweise auch unter solchen von Autorenfreunden.
Der erste große Erfolg gelang Martin Baresch unter seinem Geburtsnamen Martin Eisele mit der fünfteiligen Fantasy-Jugendbuchserie Camelon. Dann machte er dadurch von sich reden, dass er die Filmbücher zu den ersten vier Filmen des Regisseurs Roland Emmerich verfasste. Baresch war auch an der Konzeption des Films Nekropol beteiligt, aus dem schließlich der weltweit erfolgreiche Emmerich-Film Stargate wurde.
Im März 1995, nahezu zeitgleich mit dem Kinostart von Roland Emmerichs Kinoabenteuer Stargate, nahm der Autor rechtsverbindlich den Namen Martin Baresch an. Er wollte sich dadurch dem starken öffentlichen Interesse (und der Schublade Filmbuchautor) entziehen, das mit jedem neuen Buch zu einem der Werke Emmerichs gestiegen war und das nach Veröffentlichung des Romans zum Film Stargate (dieser Roman wurde von Baresch nicht nur ins Deutsche übertragen, sondern in weiten Teilen auch geschrieben) im März 1995 schließlich in einen Rummel mündete, den der Autor als lawinenartig empfand.
Danach publizierte Baresch bis 2013 eigene Romane nur noch pseudonym, von wenigen Ausnahmen abgesehen.
Zum Pilotfilm der Fernsehserie Stargate – Kommando SG-1 lieferte Baresch 1999 unter dem Namen Martin Eisele allerdings noch das von Fans kontrovers aufgenommene Buch Kinder der Götter.
Im Zeitraum zwischen 1978 und 2010 übersetzte Martin Baresch rund 100 englischsprachige Romane ins Deutsche, mehr als 30 davon unter diesem Namen ab 2003, nachdem er eine lebensbedrohliche Erkrankung überwinden konnte.
Seine vielfältigen Aktivitäten als Schriftsteller und Übersetzer quer durch verschiedene Genres und unter zwei realen Namen sowie diversen Pseudonymen stellt Martin Baresch unter das ironische Motto „Ich bin halt viele!“
Derzeit entwickelt und schreibt Martin Baresch rund acht Monate im Jahr als Ghostwriter Treatments und Drehbücher für Fernsehserien, die für Streaming-Dienste produziert werden.
In letzter Zeit (seit Frühjahr 2019) erschienen von Martin Baresch jeweils in Form von E-Books die Thriller Die Häuterin (als bearbeitete und erweiterte Neuausgabe des Titels Aus der Hölle …), Sturmbringer – Seelenriss (Band 1 der Sturmbringer-Trilogie) und Die Akte Terrorkill (Band 1 aus der Reihe The Cleaner). In gedruckter Form und als E-Book erschienen 2021 der Fantasy-Roman Kleiner Sohn des Unsichtbaren Volkes und die phantastische Geschichtensammlung Der Zauberzirkus.

## Pseudonyme
Martin Baresch veröffentlichte einige seiner Bücher und Heftromane unter folgenden Pseudonymen: Martin Caine, Emma Haug, Mareike Berger, Mike Burger, Claudia Torwegge, Ryder Delgado, Martin Hollburg (zusammen mit Wolfgang Hohlbein und Karl-Ulrich Burgdorf), Jason Dark (zeitweise zusammen mit anderen Autoren) sowie unter weiteren Pseudonymen (auch von Autorenfreunden).
Das für Übersetzungen zuweilen verwendete Pseudonym M.W. Anders leitet sich ab aus Mir wirds anders.

## Werke

### Kurzgeschichten (Auswahl)
- Lemming-Dasein (Science-Fiction) in: H. J. Alpers (Hrsg.): DER GROSSE ÖLKRIEG, Moewig München 1981. ISBN 3-8118-3531-9 (unter Martin Eisele).
- Und früh kommt der Winter (Science-Fiction) in: H. J. Alpers (Hrsg.): METROPOLIS BRENNT! Moewig Rastatt 1982. ISBN 3-8118-3591-2 (unter Martin Eisele).
- Menschenfreunde (Science-Fiction) in: SF-star – fantastische welt der zukunft, Ausgabe 04/1983, Innovation Design, Saarbrücken. ISSN 0724-0252 (unter Martin Eisele).
- Ein Schloss aus Nebel und Ewigkeit (Fantasy) in: SF-star – das fantastische magazin, Ausgabe 11–12/1983, Innovation Design, Saarbrücken. ISSN 0724-0252 (unter Martin Eisele).
- Seelenriss (Science-Fiction) in: Thomas Le Blanc (Hrsg.): Halley – Science-Fiction-Stories, Goldmann München 1984. ISBN 3-442-23454-9 (unter Martin Eisele).
- Wenn Schmetterlinge fliegen könnten … (Science-Fiction) in: Das grosse Jugendbuch, Folge 25, Verlag Das Beste, Stuttgart, Zürich, Wien 1984. ISBN 3-87070-219-2 (unter Martin Eisele).
- Das Geheimnis der grauen Stadt (Fantasy) in: Das grosse Jugendbuch, Folge 26, Verlag Das Beste, Stuttgart, Zürich, Wien 1985. ISBN 3-87070-244-3 (unter Martin Eisele).
- Die Nacht im Hexenhaus (Horror) in: Das grosse Jugendbuch, Folge 27, Verlag Das Beste, Stuttgart, Zürich, Wien 1986. ISBN 3-87070-274-5 (unter Martin Eisele).
- Finn und das Schattenschwert (Fantasy) in: Das grosse Jugendbuch, Folge 28, Verlag Das Beste, Stuttgart, Zürich, Wien 1987. ISBN 3-87070-291-5 (unter Martin Eisele).
- Kleiner Sohn des Unsichtbaren Volkes (Fantasy) in: Das grosse Jugendbuch, Folge 30, Verlag Das Beste, Stuttgart, Zürich, Wien 1989. ISBN 3-87070-332-6 (unter Martin Eisele).
- Der Zauberzirkus (Fantasy / Camelon-Saga) in: Das grosse Jugendbuch, Folge 32, Verlag Das Beste, Stuttgart, Zürich, Wien 1991. ISBN 3-87070-400-4 (unter Martin Eisele).
- Die Mitternachtsschule (Fantasy / Camelon-Saga) in: Reader's Digest Jugendbuch 2002/2003, Verlag Das Beste, Stuttgart, Zürich, Wien 2002. ISBN 3-89915-021-X (unter Martin Eisele).
- Sherlock Holmes und die geheimnisvolle Rechenmaschine (Science-Fiction) in: Reader's Digest Jugendbuch 2004/2005, Verlag Das Beste, Stuttgart, Zürich, Wien 2004. ISBN 3-89915-220-4 (unter Martin Baresch).
- Sherlock Holmes und der brennende Mond (Science-Fiction) in: Reader's Digest Jugendbuch Super 2007, Verlag Das Beste, Stuttgart, Zürich, Wien 2006. ISBN 3-89915-356-1 (unter Martin Baresch).
- Sturmstreichler in: Reader's Digest Jugendbuch Super 2009, Verlag Das Beste, Stuttgart, Zürich, Wien 2008. ISBN 3-89915-506-8 (unter Martin Baresch).
- Aus dem Alltag eines Schreiberlings in: Reader's Digest Jugendbuch Super 2010, Verlag Das Beste, Stuttgart, Zürich, Wien 2009. ISBN 978-3-89915-569-3 (unter Martin Baresch).
- Der Korridor (Science-Fiction, nach dem Gemälde Wahn der Macht von Helmut Wenske) in: René Moreau, Heinz Wipperfürth, Hans Jürgen Kugler (Hrsg.): EXODUS Nr. 26, 2010. Erw. Neuauflage 2012. ISSN 1860-675X (unter Martin Baresch).
- Die Nacht im wilden Garten in: Reader's Digest Jugendbuch 2011, Verlag Das Beste, Stuttgart, Zürich, Wien 2010. ISBN 978-3-89915-607-2 (unter Martin Baresch).

### Historische Kriminalromane
- Sherlock Holmes und die Mordakte Watson, E-Book, red.sign media, Stuttgart 2014, ISBN 978-3-944561-28-8 / E-Book, Thrillkult-Media; Eislingen / Fils 2016.
- Sherlock Holmes – Narbenseele, E-Book, Thrillkult-Media, Eislingen/Fils 2014.
- Sherlock Holmes – Die geheimen Kriminalfälle, E-Book, Thrillkult-Media, Eislingen/Fils 2014.
- Sherlock Holmes und der Lügensammler, E-Book, Apex-Verlag, München 2017, ISBN 978-3-7438-0538-5.
- Sherlock Holmes und der Fall Lügensammler, Paperback, Thrillkult-Media, Eislingen/Fils 2017, ISBN 978-3-7460-3589-5.

### Thriller
- Dunkle Tränen, E-Book, Thrillkult-Media, Eislingen/Fils 2015.
- Aus der Hölle …, E-Book, Apex-Verlag, München 2017, ISBN 978-3-7396-9725-3.
  - Die Häuterin, E-Book, Thrillkult-Media, Eislingen/Fils 2019, ISBN 978-3-7394-5246-3; bearbeitete und erweiterte Neuausgabe des Titels Aus der Hölle …
- Sturmbringer-Trilogie – Band 1: Sturmbringer – Seelenriss, E-Book, Thrillkult-Media, Eislingen/Fils 2019, ISBN 978-3-7394-5245-6.
- The Cleaner – Band 1: Die Akte Terrorkill, E-Book, Thrillkult-Media, Eislingen/Fils 2019, ISBN 978-3-7394-5251-7.

### Horror
- Die Stille vor dem Sterben – Unheimliche Geschichten, E-Book, red.sign media, Stuttgart 2013, ISBN 978-3-944561-21-9.
- Schmerzensgöttin, E-Book, Thrillkult-Media, Eislingen/Fils 2014.

### Fantasy
- Kleiner Sohn des Unsichtbaren Volkes, mit Illustrationen von Lars Vollbrecht, Gloryboards, Glinde 2021. ISBN 979-8-7294-3238-7.

### Fantasy-Jugendbuchserie Camelon
Alle Bände unter dem Namen Martin Eisele:
- Camelon – Band 1: Der Zauberstein von Camelon, Pelikan, Hannover 1984, ISBN 3-8144-0810-1.
- Camelon – Band 2: Das Geheimnis der Geisternebel, Pelikan, Hannover 1984, ISBN 3-8144-0811-X.
- Camelon – Band 3: Hexensturm über dem Teufelsmeer, Pelikan, Hannover 1984, ISBN 3-8144-0812-8.
- Camelon – Band 4: Der Schatz im Drachentempel, Pelikan, Hannover 1984, ISBN 3-8144-0814-4.
- Camelon – Band 5: Kampf um den Kobold-Zirkus, Pelikan, Hannover 1985, ISBN 3-8144-0815-2.
- Pelikan Super-Tramp: Camelon: Gefahr an der Einhornquelle, Pelikan, Hannover 1985, ISBN 3-8144-1502-7.

### Weitere Jugendbücher
- Schatten an Bord, Franckh, Stuttgart 1984, ISBN 3-440-05294-X (unter dem Pseudonym Martin Hollburg).
- Leselöwen: Entdeckergeschichten. Geschichtensammlung, Loewe, Bindlach 2004, ISBN 3-7855-5162-2 / Lizenzausgabe: Entdeckergeschichten. zusammen mit: Schatzsuchergeschichten (Autor: Ulli Schubert), Geschichtensammlung, RM-Buch-und-Medien-Vertrieb, Rheda-Wiedenbrück 2007.[8] / Hörbuch: Leselöwen spitzt die Ohren! Entdeckergeschichten. gesprochen von: Karl Menrad, Jumbo, Neue Medien & Verlag, Hamburg 2008, ISBN 978-3-8337-2051-2 / Tschechische Ausgabe: Olvasó Leó kalandos történetek, Fabula Stúdió, Budapest 2006, ISBN 963-7461-11-6.
- Lesekönig: Das Geheimnis des alten Leuchtturms. Loewe, Bindlach 2004, ISBN 3-7855-5166-5.
- Puck und der Piratenturm, E-Book, KidZkult-Media, Eislingen/Fils 2014.
- Der Zauberzirkus, Geschichtensammlung, mit Illustrationen von Lars Vollbrecht, Gloryboards, Glinde 2021. ISBN 979-8778003316

### Filmbücher zu den frühen Filmen von Roland Emmerich
Alle Buchtitel unter dem Namen Martin Eisele:
- Das Arche Noah Prinzip, Heyne, München 1984, ISBN 3-453-30966-9 / Neu bearbeitete Fassung als Sammlerausgabe in der Reihe Utopische Klassiker. Blitz, Windeck 1999, ISBN 3-932171-27-6 / Polnische Ausgabe: Arka Noego, Krajowa Agencja Wydawn, Katowice 1990, ISBN 83-03-03086-8.
- Joey – Wir werden uns alle wiedersehn., Bastei Lübbe, Bergisch Gladbach 1985, ISBN 3-404-13013-8 / Polnische Ausgabe: Joey, Express books, 1991. ISBN 83-85175-15-6.
- Hollywood Monster, Bastei Lübbe, Bergisch Gladbach 1987, ISBN 3-404-13116-9.
- Moon 44, Bastei Lübbe, Bergisch Gladbach 1990, ISBN 3-404-13280-7.

### Filmbücher zur ARD-Krimireihe Tatort
- Tatort: Bluthunde, ein Fall der Kommissare Ivo Batic und Franz Leitmayr, Co-Autor: Norbert Ehry (Drehbuchautor der Folge), Weltbild, Augsburg 2000. / Hörbuch: Bluthunde, gelesen von Felix Klare, Tandem Verlag, Königswinter 2008[9]
- Tatort: Die Neue, ein Fall der Kommissarin Lena Odenthal, Co-Autor: Norbert Ehry (Drehbuchautor der Folge), Weltbild, Augsburg 2000. (unter dem Pseudonym Emma Haug)

### Weitere Filmbücher
- Karate Kid II / Entscheidung in Okinawa – Das Buch zum neuen Film, Bastei Lübbe, Bergisch Gladbach 1991, ISBN 3-404-13060-X (unter B.B. Hiller). Dieser Titel enthält das Buch zum ersten Karate-Kid-Film, verfasst von Martin Baresch unter dem Pseudonym B.B. Hiller sowie das Buch zum zweiten Karate Kid-Film, Entscheidung in Okinawa, verfasst durch B.B. Hiller und ins Deutsche übertragen von Martin Baresch.
- Eye of the Storm – Der Roman zum Film, Bastei Lübbe, Bergisch Gladbach 1991, ISBN 3-404-13383-8 (unter Martin Eisele)
- Stargate SG-1, Band 1: Kinder der Götter, Burgschmiet, Nürnberg 1999, ISBN 3-932234-14-6 (unter Martin Eisele)

### Nicht von Martin Baresch verfasste Werke
- Highlander: die Rückkehr des Unsterblichen, Co-Autor: Hans Sommer, vgs, Köln 1994, ISBN 3-8025-2260-5. Der Roman wurde unter dem Namen Martin Eisele veröffentlicht, wobei von ihm tatsächlich aber nur die ersten drei Kapitel (S. 1–58) verfasst wurden.
- Larry Brent – Die geheimen X-Akten der PSA: Der Biss des Lebenszehrers. Auch dieser Roman wurde unter dem Namen Martin Eisele veröffentlicht, obwohl er von ihm nicht verfasst wurde.

### Heftromane
Als Autor von mehr als 600 Heftromanen aller Genres wirkte Martin Baresch unter anderem auch an folgenden Heftromanserien mit:
- Jerry Cotton
- Kommissar X
- Geisterjäger John Sinclair (unter zeitweiser Verwendung des Pseudonyms Jason Dark, damals zusammen mit anderen Autoren)
- Damona King (44 Romane unter dem Pseudonym Ryder Delgado)

## Übersetzungen
Nachfolgend sind Werke aufgeführt, die von Martin Baresch aus dem Englischen bzw. Amerikanischen ins Deutsche übersetzt wurden.
Seine erste Übersetzung war 1978 der Science-Fiction-Roman Sie schenkten uns die Sterne von John Brunner.

### Filmbücher
- Stargate – Roman zum Film, Angegebene Autoren: Dean Devlin und Roland Emmerich, Bastei Lübbe, Bergisch Gladbach 1995, ISBN 3-404-13694-2 (unter dem Namen Martin Eisele). Tatsächlich wurde dieser Roman von Martin Baresch nicht nur ins Deutsche übertragen, sondern in weiten Teilen auch geschrieben.

### Fantasy
- Karl Edward Wagner: Die Saga von Kane – Herrin der Schatten (Originaltitel: Darkness Weaves), Bastei Lübbe, Bergisch Gladbach 1979, ISBN 3-404-01439-1. Unter dem Titel Kane 3: Herrin der Schatten, Golkonda, Berlin 2018, ISBN 978-3-942396-93-6.
- Karl Edward Wagner: Die Saga von Kane – Der Blutstein (Originaltitel: Bloodstone), Bastei Lübbe, Bergisch Gladbach 1980, ISBN 3-404-20023-X; überarbeitete Neuausgabe: Golkonda, Berlin 2014, ISBN 978-3-942396-91-2; als E-Book: ISBN 978-3-942396-94-3.
- Tim Hildebrandt, Greg Hildebrandt, Jerry Nichols: Urshurak, Bastei Lübbe, Bergisch Gladbach 1980, ISBN 3-404-28001-6 (unter Martin Eisele); Nachdruck: Bastei Lübbe, Bergisch Gladbach 1985, ISBN 3-404-28128-4.
- Eric Van Lustbader: Dai-San, Bastei Lübbe, Bergisch Gladbach 1981, ISBN 3-404-20030-6 (unter Martin Eisele); Heyne, München 1990, ISBN 3-453-03706-5.
- Eric Van Lustbader: Der dunkle Weg (Originaltitel: Shallows of Night), Bastei Lübbe, Bergisch Gladbach 1981, ISBN 3-404-20029-2 (unter Martin Eisele); Nachdruck unter geändertem deutschem Titel: Dolman. Heyne, München 1989, ISBN 3-453-02945-3.
- Eric Van Lustbader: Krieger der Abendsonne (Originaltitel: Sunset Warrior), Bastei Lübbe, Bergisch Gladbach 1981, ISBN 3-404-20028-4 (unter Martin Eisele); Nachdruck unter geändertem deutschem Titel: Ronin. Heyne, München 1988, ISBN 3-453-02572-5.
- Paul Hazel: Die drei Zweige des Finn, Band 1: Jahreswald (Originaltitel: The Finnbranch / Yearwood), Goldmann, München 1984, ISBN 3-442-23856-0 (unter Martin Eisele)
- Paul Hazel: Die drei Zweige des Finn, Band 2: Meeresgrund (Originaltitel: The Finnbranch / Undersea), Goldmann, München 1985, ISBN 3-442-23857-9 (unter Martin Eisele)
- Paul Hazel: Die drei Zweige des Finn, Band 3: Winterkönig (Originaltitel: The Finnbranch / Winterking), Goldmann, München 1986, ISBN 3-442-23858-7 (unter Martin Eisele)
- Roman Sander (Hrsg.): Drachennächte – Fantasy-Geschichten, Deutscher Taschenbuch Verlag, München 2005, ISBN 3-423-20787-6.
- Anna Kashina: Das erste Schwert (Originaltitel: The First Sword). Deutscher Taschenbuch Verlag, München 2008, ISBN 978-3-423-21085-0.

### Fantasy – Die Welt der tausend Ebenen
Die Übersetzungen dieser Reihe erschienen zunächst unter dem Namen Martin Eisele. Die neuen E-Book-Ausgaben aus 2016 erschienen unter dem Namen Martin Baresch.
- Philip José Farmer: Die Welt der tausend Ebenen Band 1: Meister der Dimensionen (Originaltitel: The World of Tiers – The Maker of Universes), Droemer-Knaur, München 1979, ISBN 3-426-05715-8; weitere Ausgaben: Droemer-Knaur, München 1996, ISBN 3-426-60511-2; Bechtermünz, München 1999, ISBN 3-8289-0263-4 / Als E-Book: Heyne, München 2016, ISBN 978-3-641-20270-5.
- Philip José Farmer: Die Welt der tausend Ebenen Band 2: Welten wie Sand (Originaltitel: The World of Tiers – The Gates of Creation), Droemer-Knaur, München 1979, ISBN 3-426-05718-2; weitere Ausgaben: Droemer-Knaur, München 1996, ISBN 3-426-60512-0; Bechtermünz, München 1999, ISBN 3-8289-0263-4 / Als E-Book: Heyne, München 2016, ISBN 978-3-641-20266-8.
- Philip José Farmer: Die Welt der tausend Ebenen Band 3: Lord der Sterne (Originaltitel: The World of Tiers – A Private Cosmos), Droemer-Knaur, München 1980, ISBN 3-426-05723-9; weitere Ausgaben: Droemer-Knaur, München 1996, ISBN 3-426-60513-9; Bechtermünz, München 1999, ISBN 3-8289-0263-4 / Als E-Book: Heyne, München 2016, ISBN 978-3-641-20267-5.
- Philip José Farmer: Die Welt der tausend Ebenen (Originaltitel: The World of Tiers), vollständige Taschenbuchausgabe, Knaur, München 1983, ISBN 3-426-05766-2.

### Science-Fiction
- John Brunner: Sie schenkten uns die Sterne (Originaltitel: Interstellar Empire), Droemer-Knaur, München 1978, ISBN 3-426-00707-X (unter Martin Eisele)
- M. A. Foster: Die Zanspieler (Originaltitel: The Gameplayers of Zan), Moewig, München 1981, ISBN 3-8118-3518-1 (unter Martin Eisele)
- Philip K. Dick: Das Jahr der Krisen (Originaltitel: The Crack in Space), Moewig, Rastatt 1982, ISBN 3-8118-3581-5 (unter Martin Eisele)
- George R. R. Martin: Die zweite Stufe der Einsamkeit, Kurzgeschichten, (Originaltitel: A Song for Lya), Moewig, Rastatt 1982, ISBN 3-8118-3567-X (unter Martin Eisele)
- René Oth (Hrsg.): Gemini – Zukunftsgeschichten über die Liebe, Luchterhand, Darmstadt 1983, ISBN 3-472-61477-3 (unter Martin Eisele)
- Philip K. Dick: Schachfigur im Zeitspiel (Originaltitel: Doctor Futurity), Moewig, Rastatt 1983, ISBN 3-8118-3614-5 (unter Martin Eisele)
- Jacqueline Lichtenberg: Das Haus Zeor (Originaltitel: Zeor), Moewig, Rastatt 1983, ISBN 3-8118-3610-2.
- Philip José Farmer: Der Dienstagsmensch – Phantastische Geschichten, Luchterhand, Darmstadt 1984, ISBN 3-472-61516-8 (unter Martin Eisele)
- Fred Saberhagen: Reich des Ostens Band 1: Das gespaltene Land (Originaltitel: Empire of the East – The Broken Lands), Moewig, Rastatt 1984, ISBN 3-8118-3635-8 (unter Martin Eisele)
- Fred Saberhagen: Reich des Ostens Band 2: Die schwarzen Berge (Originaltitel: Empire of the East – The Black Mountains + Changeling Earth / Ardneh’s World), Moewig, Rastatt 1984, ISBN 3-8118-3636-6 (unter Martin Eisele)
- Fred Saberhagen: Reich des Ostens, Sammelband (Das gespaltene Land + Die schwarzen Berge, Originaltitel: Empire of the East), Moewig, Rastatt 1987, ISBN 3-8118-3758-3 (unter Martin Eisele)
- Vernor Vinge: Der Besserwisser (Originaltitel: The Witling), Bastei-Lübbe, Bergisch Gladbach 1984, ISBN 3-404-21174-X (unter M.W. Anders)
- Jack Vance: Freibeuter des Alls (Originaltitel: Vandals of the Void), Bastei-Lübbe, Bergisch Gladbach 1984, ISBN 3-404-21173-1 (unter M.W. Anders)
- René Oth (Hrsg.): Die Zeitpolizei – Science-Fiction-Kriminalgeschichten, Luchterhand, Darmstadt 1985, ISBN 3-472-61546-X (unter Martin Eisele)
- René Oth (Hrsg.): Als alles anders wurde – Phantastische Geschichten über die Zukunft der Frau von Science-Fiction- und Fantasy-Autorinnen, Luchterhand, Darmstadt 1985, ISBN 3-472-61530-3 (unter Martin Eisele)
- F. L. Wallace: Zielstern Centauri (Originaltitel: Adress: Centauri), Moewig, Rastatt 1987, ISBN 3-8118-3732-X (unter Martin Eisele)
- Marion Zimmer Bradley: Landung auf Darkover, (Originaltitel: Darkover Landfall), deutsche Erstausgabe: Moewig SF, 3651, Rastatt 1984, ISBN 3-8118-3653-6, Taschenbuch: Pabel-Moewig, Rastatt 1989, ISBN 3-8118-3653-6; Hardcover: Hestia, Rastatt 1992, ISBN 3-89457-028-8; Taschenbuch: Moewig bei Ullstein, Rastatt 1995, ISBN 3-8118-2908-4 (unter Martin Eisele)
- Michael Martin: Ein Jahr in der Nähe von Proxima Centauri (Originaltitel: A Year Near Proxima Centauri), Heyne, München 1994, ISBN 3-453-07276-6 (unter dem Namen Uwe Luserke)
- Charles L. Fontenay: Die Jahrtausendflut (Originaltitel: The Day the Oceans Overflowed), Blitz, Windeck 2004, ISBN 3-89840-262-2.

### Science-Fiction – Diadem-Zyklus
Alle Übersetzungen dieser Reihe unter dem Namen Martin Eisele:
- Jo Clayton: Diadem von den Sternen (Originaltitel: Diadem from the Stars), Moewig, Rastatt 1981, ISBN 3-8118-3532-7.
- Jo Clayton: Lamarchos, Moewig, Rastatt 1981, ISBN 3-8118-3544-0.
- Jo Clayton: Irsud, Moewig, Rastatt 1981, ISBN 3-8118-3552-1.
- Jo Clayton: Maeve, Moewig, Rastatt 1982, ISBN 3-8118-3560-2.
- Jo Clayton: Unter Sternenjägern (Originaltitel: Star Hunters), Moewig, Rastatt 1982, ISBN 3-8118-3588-2.
- Jo Clayton: Die Nirgendwo-Jagd (Originaltitel: The Nowhere Nunt), Moewig, Rastatt 1983, ISBN 3-8118-3625-0.
- Jo Clayton: Geisterjagd (Originaltitel: Ghosthunt), Moewig, Rastatt 1985, ISBN 3-8118-3672-2.
- Jo Clayton: Die Fallen von Ibex (Originaltitel: The Snares of Ibex), Moewig, Rastatt 1987, ISBN 3-8118-3730-3.

### Science-Fiction – Zeitreise
- Justin Richards: Time Runners – Der geheime Bund (Originaltitel: Time Runners I – Freeze Framed), Band 1, Loewe, Bindlach 2008, ISBN 978-3-7855-6360-1.
- Justin Richards: Time Runners – Loderndes Inferno (Originaltitel: Time Runners II – Rewind Assassin), Band 2, Loewe, Bindlach 2008, ISBN 978-3-7855-6361-8.
- Justin Richards: Time Runners – Mörderische Verwandlung (Originaltitel: Time Runners III – Past Forward), Band 3, Loewe, Bindlach 2008, ISBN 978-3-7855-6457-8.
- Justin Richards: Time Runners – Tödlicher Countdown (Originaltitel: Time Runners IV – Wipe Out), Band 4, Loewe, Bindlach 2009, ISBN 978-3-7855-6458-5.

### Horror
- James Herbert: Moon – Der Roman, der Sie nicht schlafen läßt (Originaltitel: Moon), Bastei-Lübbe, Bergisch Gladbach 1990, ISBN 3-404-13249-1 (unter Martin Eisele)
- James Herbert: Magic Cottage (Originaltitel: The Magic Cottage), Bastei Lübbe, Bergisch Gladbach 1991, ISBN 3-404-13316-1 (unter Martin Eisele)
- Joe Donelly: Dunkle Rituale (Originaltitel: Still Life), Bastei Lübbe, Bergisch Gladbach 1996, ISBN 3-404-12523-1 (unter Martin Eisele)
- Brian Lumley: Necroscope – Totenhorcher, Band 11, Festa, Leipzig 2003, ISBN 3-935822-65-0 (unter dem Pseudonym Hans Gerwien)
- Richard L. Tierney: Im Haus der Kröte (Originaltitel: The House of the Toad), Festa, Leipzig 2004, ISBN 3-935822-75-8; E-Book, Apex, München 2016, ISBN 978-3-7396-8424-6.
- Brian Lumley: Dreamland – Mondsüchtig (Originaltitel: Mad Moon of Dreams), Band 3, Festa, Leipzig 2006, ISBN 3-935822-71-5 (unter dem Pseudonym Hans Gerwien)
- Nancy A. Collins: Der Todeskuss der Sonja Blue (Originaltitel: Sunglasses after dark), Festa, Leipzig 2006, ISBN 3-935822-98-7.

### Weitere phantastische Literatur
- Clark Ashton Smith: Poseidonis, Moewig, Rastatt 1985, ISBN 3-8118-1819-8 (unter Martin Eisele)
- Hilbert Schenck: Im Auge des Ozeans (Originaltitel: At the Eye of the Ocean), Goldmann, München 1987, ISBN 3-442-08548-9 (unter Martin Eisele)

### Kinder- und Jugendbücher: Märchen – Fantasy
- H. L. McCutchen: Das Land der verlorenen Erinnerung (Originaltitel: Lightland), Loewe, Bindlach 2003, ISBN 3-7855-4802-8.
- Jason Lethcoe: Benjamin Piff und die Magie der Wünsche (Originaltitel: The Misadventures of Benjamin Bartholomew Piff I – You Wish), Band 1, Loewe, Bindlach 2008, ISBN 978-3-7855-6211-6.
- Jason Lethcoe: Benjamin Piff und der Verlust der Träume (Originaltitel: The Misadventures of Benjamin Bartholomew Piff II – Wishful Thinking), Band 2, Loewe, Bindlach 2008, ISBN 978-3-7855-6325-0.
- Jason Lethcoe: Benjamin Piff und die Macht der Flüche (Originaltitel: The Misadventures of Benjamin Bartholomew Piff III – Wishing Well), Band 3, Loewe, Bindlach 2009, ISBN 978-3-7855-6328-1.
- Jason Lethcoe: Benjamin Piff und das Vermächtnis des Zaubers (Originaltitel: The Misadventures of Benjamin Bartholomew Piff IV – Wish You Were Here), Band 4, Loewe, Bindlach 2009, ISBN 978-3-7855-6331-1.

### Jugendbücher: Fantasy
- Michelle Harrison: Elfenseele Band 1: Hinter dem Augenblick, (Originaltitel: Thirteen Treasures), Loewe, Bindlach 2009, ISBN 978-3-7855-6607-7 / Taschenbuch: Loewe, Bindlach 2011, ISBN 978-3-7855-7364-8.
- Michelle Harrison: Elfenseele Band 2: Zwischen den Nebeln (Originaltitel: Thirteen Curses), Loewe, Bindlach 2010, ISBN 978-3-7855-6730-2 / Taschenbuch: Loewe, Bindlach 2012, ISBN 978-3-7855-7406-5.
- Michelle Harrison: Elfenseele, beide Romane in einem Band, RM-Buch-und-Medien-Vertrieb, Rheda-Wiedenbrück 2010.[10]

### Weitere Jugendbücher
- Nancy Farmer: Das Skorpionenhaus (Originaltitel: The House of the Scorpion). Loewe, Bindlach 2003, ISBN 3-7855-4634-3 / Taschenbuch: Fischer, Frankfurt am Main, ISBN 3-596-80542-2 / Hörbuch: Jumbo, Hamburg, 4 CDs, ISBN 978-3-8337-1676-8.
- Shelley Peterson: König der Pferde (Originaltitel: Shadowdancer II – Abby Malone) (= Schattentänzer-Trilogie. Band 1). Loewe, Bindlach 2004, ISBN 3-7855-4981-4.
- Shelley Peterson: Tochter der Stürme (Originaltitel: Shadowdancer I – Dancer). (= Schattentänzer-Trilogie. Band 2). Loewe, Bindlach 2004, ISBN 3-7855-5182-7.

### Nicht veröffentlichte Übersetzung
Der folgende phantastische Archäologie-Roman wurde 1984 durch (damals) Martin Eisele für eine Verlagsreihe Phantastica übersetzt, dann aber vom Verlag nicht veröffentlicht mit der Begründung: „Allzu schwer verständliche Lesekost“.
- Hilbert Schenck: Eine Rose für Armageddon (Originaltitel: A Rose for Armageddon). 1984.

## Auszeichnungen
- 2004 Buxtehuder Bulle für das von Martin Baresch aus dem Amerikanischen übersetzte Buch Das Skorpionenhaus der Autorin Nancy Farmer als bestes deutschsprachiges Jugendbuch des Jahres 2003.[11]